# 過ルテニウム酸テトラプロピルアンモニウム

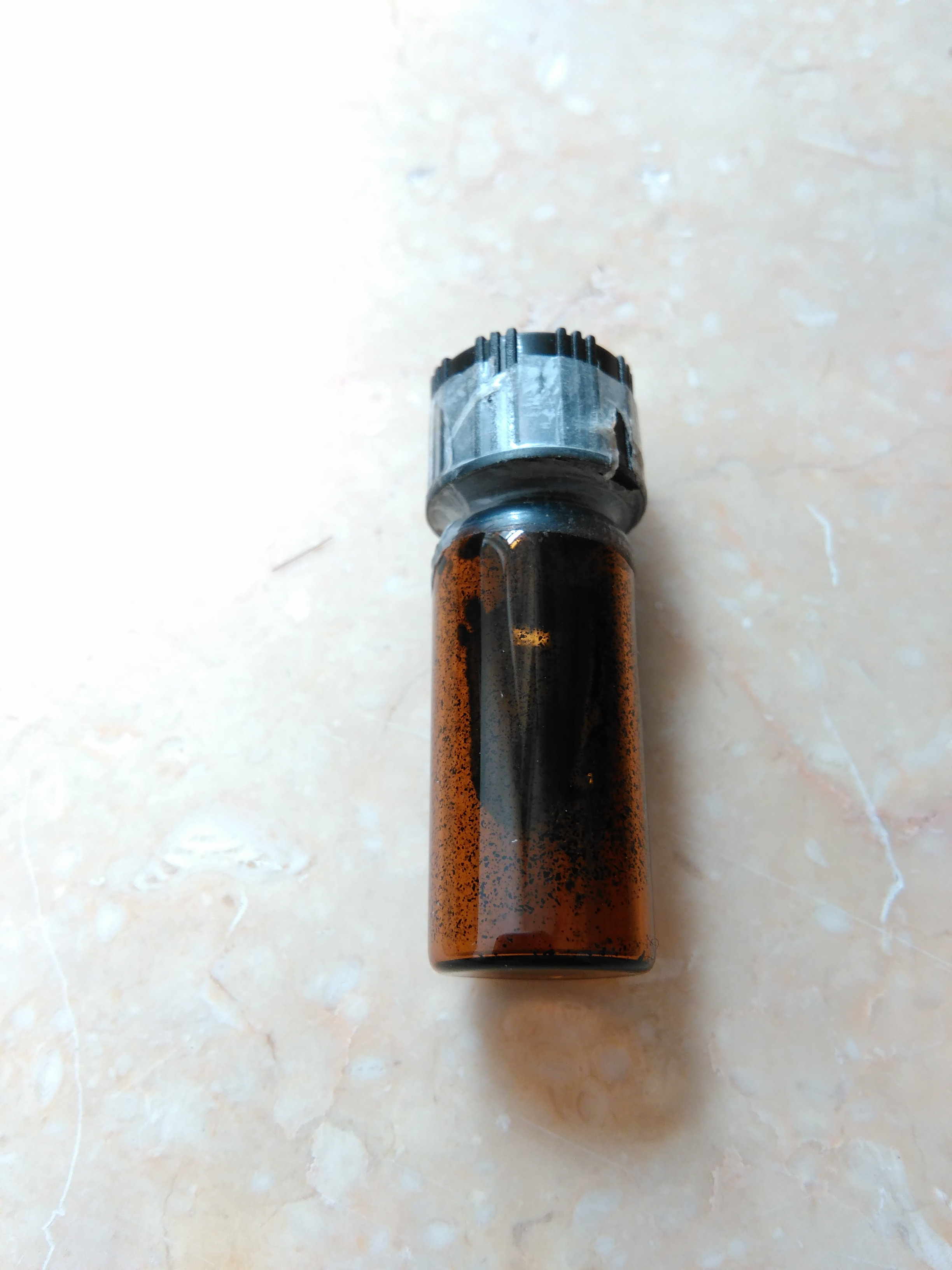
過ルテニウム酸テトラプロピルアンモニウムの試薬、空気中に放置すると吸湿して溶液状となる

過ルテニウム酸テトラプロピルアンモニウム（かルテニウムさんテトラプロピルアンモニウム、tetrapropylammonium perruthenate、略称 TPAP）は、化学式 (C3H7)4N+ RuO4− で表される化合物のこと。ウィリアム・グリフィス、スティーヴン・レイらによって1987年に報告された酸化剤である。
中性、室温の温和な条件で第1級アルコールをアルデヒドに、第2級アルコールをケトンに酸化できるため、比較的不安定な物質に対しても適用可能である。そのため、同じく温和なアルコールの酸化剤であるデス・マーチン・ペルヨージナンと並んで天然物合成などに良く用いられる。

## 調製
この物質は四酸化ルテニウムと水酸化テトラプロピルアンモニウムを塩基性水溶液中で混合することで得られる。四酸化ルテニウムは揮発性がある毒性物質で取り扱いにくいので、三塩化ルテニウムから四酸化ルテニウムを調製してそれを取り出すことなく TPAP を調製する方法も開発された。現在は市販されているため試薬会社から購入することも可能である。若干吸湿性があるものの、空気や水分に対しほぼ安定であるため長期保管も可能である。

## TPAPによるアルコールの酸化

### 反応条件
TPAP によるアルコールの酸化反応は、ジクロロメタンあるいはアセトニトリルに溶かしたアルコールの溶液にモレキュラーシーブを分散させた後、TPAP を少しずつ加えて行なう。ジクロロメタン単独よりもアセトニトリルを少量添加した方が収率が改善することが多い。これはアセトニトリルがルテニウムに配位するためと言われている。この反応は自触媒反応であり反応が加速していく傾向を示す。この自触媒性は系内の水によって妨害される。そのため溶媒等にもともと含まれる、あるいは酸化反応が進むにつれて副生する水を吸着除去するためにモレキュラーシーブが必要である。

### 触媒的酸化
また TPAP は高価であるため、触媒的な酸化反応が行なわれることが多い。これは TPAP を基質アルコールの 0.05 当量程度に減らして、その代わりに当量より小過剰の再酸化剤を添加して行なう。再酸化剤としては N-メチルモルホリン-N-オキシド (NMO) を使用し、モレキュラーシーブを添加する手法が一般的である。この合成法は 1987年に Ley らによって最初に報告されたことから、Ley酸化とも呼ばれる。

### 反応機構
TPAP は3価の酸化剤として働き、二酸化ルテニウムへと還元される。1電子酸化によって環が開裂してしまうようなシクロブタノールのような物質でも収率よく酸化が起こることから、反応はこのような1電子移動過程を含んでいないことが分かっている。おそらく同じく3価の酸化剤として働くクロム酸酸化と類似の機構で反応が進行しているものと推定されている。
反応の自触媒性については、反応で生成した不溶性の二酸化ルテニウム粒子の表面に TPAP が吸着して活性化されるためと提案されている。水が存在すると二酸化ルテニウム粒子の表面に TPAP よりも優先的に吸着してしまうため、自触媒性を妨害すると説明されている。